# Brazílie na Letních olympijských hrách 1952
Brazílie se účastnila Letní olympiády 1952 ve finských Helsinkách. Zastupovalo ji 97 sportovců (92 mužů a 5 žen) ve 14 sportech.

## Medailisté
| Medaile | Jméno                     | Sport    | Soutěž                  |
| ------- | ------------------------- | -------- | ----------------------- |
| Zlato   | Adhemar Ferreira da Silva | Atletika | Muži trojskok           |
| Bronz   | José da Conceição         | Atletika | Muži skok vysoký        |
| Bronz   | Tetsuo Okamoto            | Plavání  | Muži 1 500 m volný styl |